# Charlie Soong
Charles Jones Soong (宋嘉樹 Pinyin: Sòng Jiāshù) (fevereiro de 1863 - 3 de maio de 1918), nome de cortesia Yaoru (耀如 Yàorú, daí o seu nome alternativo: Soong Yao-ju) foi um empresário chinês que primeiramente alcançou notoriedade como missionário metodista em Xangai. Foi amigo próximo de Sun Yat-Sen e um ator importante nos acontecimentos que levaram à Revolução de Xinhai em 1911. Seus filhos se tornaram algumas das pessoas mais importantes na história da República da China.